# Kimura
Kimura (木村) ist ein japanischer Familienname.

## Herkunft und Bedeutung
Kimura ist aus dem Japanischen 木 (ki) und bedeutet „Baum“, „Holz“ sowie 村 (mura) und bedeutet „Stadt“, „Dorf“.

## Namensträger
- Arawa Kimura (1931–2007), japanischer Fußballspieler
- Atsushi Kimura (* 1984), japanischer Fußballspieler
- Ayako Kimura (* 1988), japanische Hürdenläuferin
- Bunji Kimura (* 1944), japanischer Fußballspieler
- Gary Kimura (* 1956), US-amerikanischer Software-Entwickler
- Hana Kimura (1997–2020), japanische Wrestlerin und Schauspielerin
- Kimura Heitarō (1888–1948), General der kaiserlich japanischen Armee
- Hiroshi Kimura († 2012), japanischer Unternehmer
- Hiroyuki Kimura (Spieleentwickler) (* 1965), japanischer Spielentwickler
- Hiroyuki Kimura (Schiedsrichter) (* 1982), japanischer Fußballschiedsrichter
- Kimura Hisashi (1870–1943), japanischer Astronom
- Kimura Ihē (1901–1974), japanischer Fotograf
- Isao Kimura (1923–1981), japanischer Schauspieler
- Izumi Kimura (* 1973), japanische Konzertpianistin
- Jiroemon Kimura (1897–2013), japanischer Altersrekordler
- Jun Kimura (* 1991), japanischer Sprinter
- Kaela Kimura (* 1984), japanische Sängerin
- Kimura Kaishū (1830–1901), japanischer Staatsbediensteter
- Kanta Kimura (* 1982), japanischer Maler
- Kimura Kazuo (* 1909), japanischer Hochspringer
- Kazushi Kimura (* 1958), japanischer Fußballspieler
- Kimura Kenjirō (1896–1988), japanischer Chemiker
- Kimura Kenkadō (1736–1802), japanischer Maler
- Kimura Ki (1894–1979), japanischer Schriftsteller
- Kiminobu Kimura (* 1970), japanischer Skirennläufer
- Kira Kimura (* 2004), japanischer Snowboarder
- Kodai Kimura (* 2001), japanischer Nordischer Kombinierer
- Kōji Kimura (* 1940), japanischer Tischtennisspieler und -funktionär
- Kōkichi Kimura (* 1961), japanischer Fußballspieler
- Kimura Komako (1887–1980), japanische Schauspielerin und Frauenrechtlerin
- Makoto Kimura (* 1979), japanischer Fußballspieler
- Mari Kimura (* 1962), japanisch-amerikanische Geigerin, Komponistin und Musikpädagogin
- Kimura Masahiko (Judoka) (1917–1993), japanischer Judoka
- Masahiko Kimura (Fußballspieler) (* 1984), japanischer Fußballspieler
- Masaya Kimura (* 1986), japanischer Skilangläufer
- Motoo Kimura (1924–1994), japanischer Evolutionsbiologe
- Naoji Kimura (* 1934), japanischer Germanist und Goethe-Forscher
- Paul Kimura († 2020), US-amerikanischer Snookerspieler
- Rie Kimura (* 1971), japanische Fußballspielerin
- Saeko Kimura (* 1963), japanische Synchronschwimmerin
- Saori Kimura (* 1986), japanische Volleyballspielerin
- Seiji Kimura (* 2001), japanischer Fußballspieler
- Kimura Shigenari (1592–1615), japanischer Samurai
- Kimura Shikō (1895–1976), japanischer Maler
- Shō Kimura (* 1988), japanischer Boxer
- Kimura Shōhachi (1893–1958), japanischer Maler, Essayist und Holzschnittkünstler
- Shōta Kimura (* 1988), japanischer Fußballspieler
- Subaru Kimura (* 1990), japanischer Schauspieler, Synchronsprecher und Erzählinstanz
- Takahiro Kimura (* 1957), japanischer Fußballspieler
- Takaya Kimura (* 1998), japanischer Fußballspieler
- Takeshi Kimura (* 1970), japanischer Unternehmer und Autorennfahrer
- Kimura Takeyasu (1907–1973), japanischer Ökonom
- Takuto Kimura (* 2000), japanischer Fußballspieler
- Takuya Kimura (* 1972), japanischer Sänger und Schauspieler
- Tarō Kimura (1965–2017), japanischer Politiker
- Tatsurō Kimura (* 1984), japanischer Fußballspieler
- Tetsumasa Kimura (* 1972), japanischer Fußballspieler
- Tetsuya Kimura (Diplomat) (* 1962), japanischer Diplomat und Botschafter
- Tetsuya Kimura (Politiker) (* 1969), japanischer Politiker und Abgeordneter des Shūgiin
- Tomoka Kimura (* 1994), japanische Mittel- und Langstreckenläuferin
- Toshitaka Kimura (* 1963), japanischer Rugby-Union-Spieler
- Kimura Toshio (1909–1983), japanischer Politiker
- Yasushi Kimura (* 1948), japanischer Manager
- Yoshiaki Kimura (* 1980), japanischer Opernsänger
- Kimura Yoshitake (1830–1901), japanischer Marineexperte
- Yū Kimura (Boxer) (* 1983), japanischer Boxer
- Yū Kimura (Fußballspieler) (* 1994), japanischer Fußballspieler
- Yūdai Kimura (* 2001), japanischer Fußballspieler
- Yūji Kimura (* 1987), japanischer Fußballspieler

## Weiteres
- Kimura (Mondkrater), benannt nach Kimura Hisashi